# Karwie (Varmie-Mazurie)
Pour les articles homonymes, voir Karwie.
Karwie est un village de Pologne, située dans le gmina de Mrągowo, dans le powiat de Mrągowo, dans la voïvodie de Varmie-Mazurie.
En 2021, le village compte 304 habitants.